# Cemu
Cemu는 마이크로소프트 윈도우 기반 개인용 컴퓨터용 Wii U 비디오 게임 콘솔 에뮬레이터이다. 2명에 의해서 개발되었으며 2015년 10월 13일 첫 출시되었다. 일반적으로 이 에뮬레이터는 2~4주에 한 번씩 업데이트되며 Patreon 지원자들은 공식 출시일보다 한 주 더 일찍 업데이트를 받을 수 있다. 현재 개발이 진행 중이기는 하지만 특정 게임들은 부드럽게 구동할 수 있다. 2017년 기준으로, Wii U용 오픈 소스 Decaf 에뮬레이터와 더불어 유일한 8세대 비디오 게임 콘솔 에뮬레이터들 가운데 하나이며 플레이스테이션 4, 엑스박스 원, 닌텐도 스위치는 아직까지 충분히 리버스 엔지니어링되지 않았다.

## 개발
Cemu의 개발자들은 수개월의 작업을 통해 《젤다의 전설: 브레스 오브 더 와일드》를 구동할 수 있을 것이라 예측하였으며 출시 후 수주 안에 초기 버전의 게임 강좌의 플레이가 가능할 것이라 내다보았다. 2017년 7월, 이 게임은 완전히 플레이가 가능하며 물리학, 상당히 감소된 충돌, 입자 효과를 지원한다. 컷신은 플레이 및 감상을 위해 현재 Cemuhook라는 이름의, 커뮤니티가 만든 추가 기능을 사용하여 이용할 수 있다. 또, Cemuhook은 토글 온 기능에 포함되어 있어서 화면의 텍스처 버그가 보이는 대신 상당한 성능 개선을 허용한다.

## 같이 보기
- 제니아: 엑스박스 360 에뮬레이터
- RPCS3: 플레이스테이션 3 에뮬레이터